# Sociedad la Victoria
Sociedad la Victoria är en ort i Mexiko.   Den ligger i kommunen Altamirano och delstaten Chiapas, i den sydöstra delen av landet, 800 km öster om huvudstaden Mexico City. Sociedad la Victoria ligger 1 141 meter över havet och antalet invånare är 256.
Terrängen runt Sociedad la Victoria är kuperad åt nordost, men åt sydväst är den bergig. Runt Sociedad la Victoria är det ganska glesbefolkat, med 38 invånare per kvadratkilometer. Närmaste större samhälle är Morelia, 15,8 km väster om Sociedad la Victoria. I omgivningarna runt Sociedad la Victoria växer i huvudsak städsegrön lövskog.